# Delgo e il destino del mondo
Delgo e il destino del mondo (Delgo) è un film d'animazione del 2008 diretto da Marc F. Adler e Jason Maurer.

## Trama
Delgo, un ragazzo coraggioso, costituisce il suo gruppo di amici avventurosi per salvare il mondo, minacciato dalla lotta fra i Lockni, padroni della terra, e i Nohrin, padroni del cielo. Le avventure di Delgo cominciano quando, insieme al suo amico Filo, conosce la principessa Kyla, ma ciò avviene in un momento in cui i Lockni e i Nohrin non sono in buoni rapporti. Il rapimento di Kyla farà scattare una nuova guerra, ma Delgo scoprirà che la principessa in realtà non è stata rapita dal suo popolo.

## Incassi
Il film fu un flop clamoroso. Costato 40.000.000 dollari, ne incassò poco meno di 700.000, risultando quindi uno dei film con meno incassi della storia del cinema (limitatamente alle distribuzioni in più di 2000 sale).